# Thodupuzha
Thodupuzha là một thành phố và khu đô thị của quận Idukki thuộc bang Kerala, Ấn Độ.

## Nhân khẩu
Theo điều tra dân số năm 2001 của Ấn Độ, Thodupuzha có dân số 46.226 người. Phái nam chiếm 49% tổng số dân và phái nữ chiếm 51%. Thodupuzha có tỷ lệ 82% biết đọc biết viết, cao hơn tỷ lệ trung bình toàn quốc là 59,5%: tỷ lệ cho phái nam là 84%, và tỷ lệ cho phái nữ là 81%. Tại Thodupuzha, 12% dân số nhỏ hơn 6 tuổi.